# PALASM
PALASM是一種早期的硬體描述語言，主要是用來開發、撰寫能燒錄（program）至可程式陣列邏輯（PAL）的可程式邏輯裝置（PLD）內，PAL最早是由Monolithic記憶體公司（Monolithic Memories, Inc一般簡稱：MMI公司）所發創、提供，此種程式語言是由John Birkner於1980年代初期所發創。

## 附註
1. ^  - 由於可程式邏輯裝置日益龐大、複雜化發展，在業者推出所謂的複雜可程式邏輯裝置後，為了與過去的PAL有所區分，因此將過往的可程式陣列邏輯、通用阵列逻辑、PEEL等PLD統稱、簡稱為「簡單型PLD，SPLD」。
2. ^  - MMI公司之後由AMD公司收併，更之後AMD公司將PLD部門（等於包含當初的MMI公司）獨立成Vantis公司（100%由AMD公司出資轉投資），但不久後Lattice半導體公司收購了AMD公司手中的Vantis公司股票而併得Vantis公司，因此今日仍有Lattice半導體公司在供應PAL，此外Atmel也有產製供應PAL。

## 外部連結
- MMI公司的PALASM（页面存档备份，存于） -（英文）